# George Roux

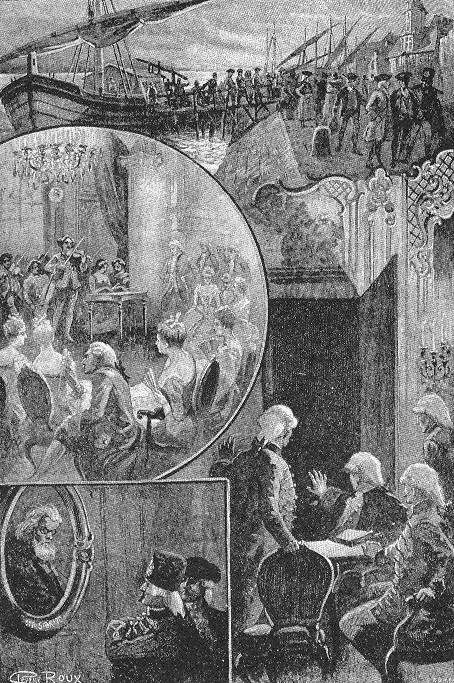
Storitz Vilmos titka

George Roux (Ganges, 1853. – Párizs, 1929.) francia művész és a könyvillusztrátor. Legismertebb munkáit Jules Verne sci-fi műveihez, a Les voyage extraordinaires (Különleges utazások) sorozat regényeihez készítette.
Léon Benett után ő volt Verne alkotásainak második legtermékenyebb illusztrátora, 22 regényéhez készített rajzokat, melyek a Pierre-Jules Hetzel Kiadónál jelentek meg.
Első munkája a L’Épave du Cynthia (1885) A Cynthia hajótöröttje c. regényhez fűződik, az utolsó a L'Étonnante Aventure de la mission Barsac (1914) A Barsac-expedíció különös történetéhez.

## Fordítás
- Ez a szócikk részben vagy egészben  a   George Roux című angol Wikipédia-szócikk fordításán alapul.  Az eredeti cikk szerkesztőit annak laptörténete sorolja fel. Ez a jelzés csupán a megfogalmazás eredetét és a szerzői jogokat jelzi, nem szolgál a cikkben szereplő információk forrásmegjelöléseként.